# Proliferación celular

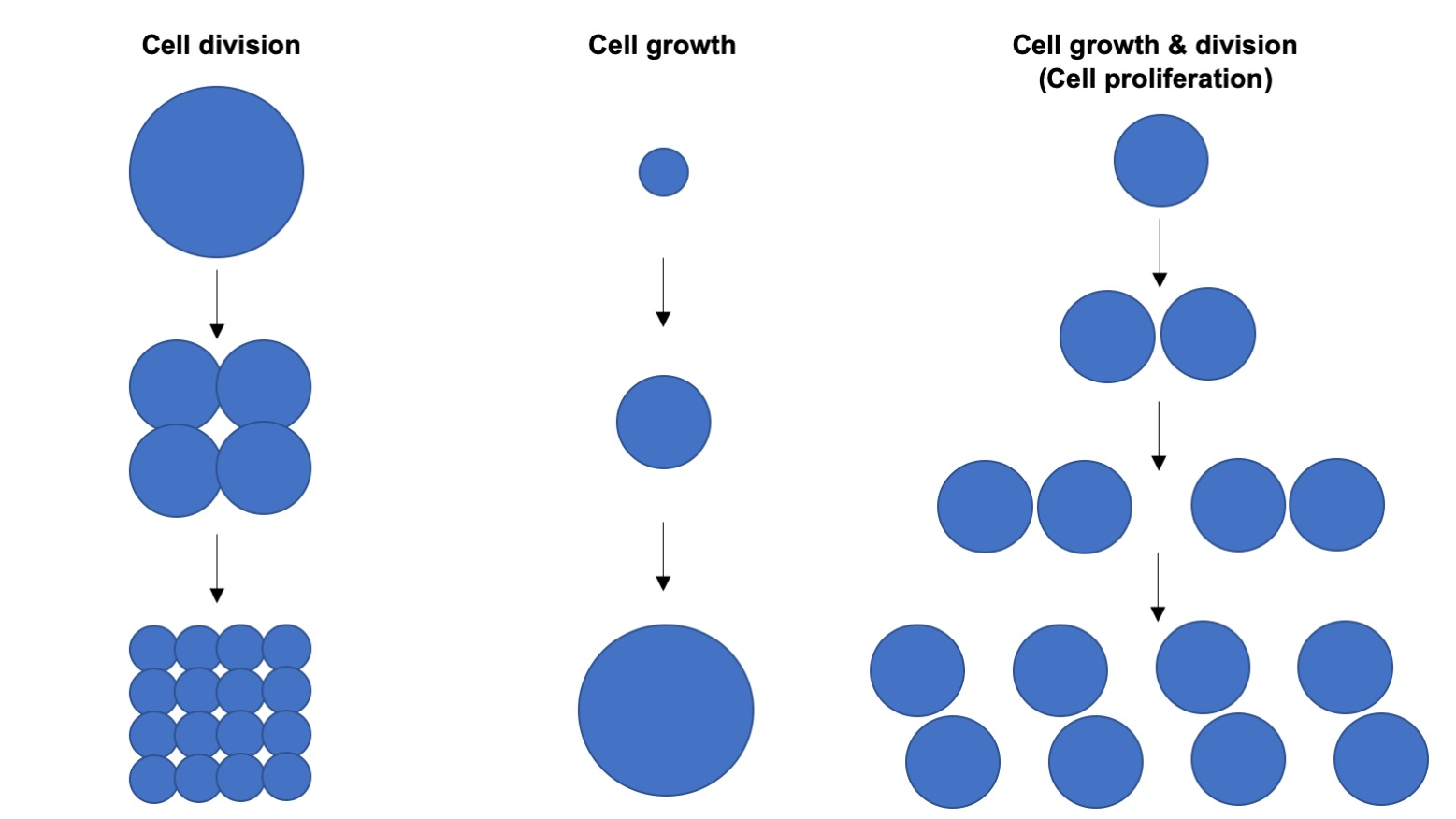
División, crecimiento y proliferación celular

La proliferación celular es el proceso por el cual una célula crece y se divide para producir dos células hijas. La proliferación celular conduce a un aumento exponencial del número de células y, por lo tanto, es un mecanismo rápido de crecimiento tisular. La proliferación celular requiere que se produzcan al mismo tiempo tanto el  crecimiento como la división celular, de modo que el tamaño medio de las células permanezca constante en la población.
La división celular puede ocurrir sin crecimiento celular, produciendo muchas células progresivamente más pequeñas (como en la escisión del cigoto, mientras que el crecimiento celular puede ocurrir sin división celular para producir una sola célula más grande (como en el crecimiento de neuronas). Por tanto, la proliferación celular no es sinónimo de crecimiento celular o división celular, a pesar de que estos términos a veces se usan indistintamente.
Las células madre experimentan una proliferación celular para producir células hijas proliferantes de "amplificación de tránsito" que luego se diferencian para construir tejidos durante el desarrollo y crecimiento normales, durante la regeneración de tejidos después de un daño o en el cáncer. 
El número total de células en una población está determinado por la tasa de proliferación celular menos la tasa de muerte celular. 
El tamaño celular depende tanto del crecimiento celular como de la división celular. El aumento desproporcionado en la tasa de crecimiento celular conduce a la producción de células más grandes y un aumento desproporcionado en la tasa de división celular que conduce a la producción de muchas células más pequeñas. La proliferación celular implica típicamente tasas de crecimiento y división celular equilibradas que mantienen un tamaño celular aproximadamente constante en la población de células que prolifera exponencialmente. La proliferación celular ocurre combinando el crecimiento celular con ciclos celulares regulares "G1-S-M-G2" para producir muchas progenies de células diploides. 
En los organismos unicelulares, la proliferación celular responde en gran medida a la disponibilidad de nutrientes en el medio ambiente (o medio de cultivo de laboratorio). 
En organismos multicelulares, el proceso de proliferación celular está estrechamente controlado por redes reguladoras de genes codificadas en el genoma y ejecutadas principalmente por factores de transcripción, incluidos los regulados por vías de transducción de señales provocadas por factores de crecimiento durante la comunicación célula-célula en desarrollo. Además, la ingesta de nutrientes en animales puede inducir la circulación de hormonas de la familia Insulina/IGF-1, que también se consideran factores de crecimiento, y que funcionan para promover la proliferación celular en las células de todo el cuerpo que son capaces de hacerlo. 
La proliferación celular incontrolada, que conduce a un aumento de la tasa de proliferación o al fracaso de las células para detener su proliferación en el momento normal, es una causa de cáncer. 